# سرخس دکمه‌ای
سرخس دکمه‌ای(نام علمی: Pellaea rotundifolia) نام یک گونه از تیره پرسرخسیان است.